# Nationalisme éthiopien
 (août 2024).
La mise en forme du texte ne suit pas les recommandations de Wikipédia : il faut le « wikifier ».
Les points d'amélioration suivants sont les cas les plus fréquents. Le détail des points à revoir est peut-être précisé sur la page de discussion.
- Les titres sont pré-formatés par le logiciel. Ils ne sont ni en capitales, ni en gras.
- Le texte ne doit pas être écrit en capitales (les noms de famille non plus), ni en gras, ni en italique, ni en « petit »…
- Le gras n'est utilisé que pour surligner le titre de l'article dans l'introduction, une seule fois.
- L'italique est rarement utilisé : mots en langue étrangère, titres d'œuvres, noms de bateaux, etc.
- Les citations ne sont pas en italique mais en corps de texte normal. Elles sont entourées par des guillemets français : « et ».
- Les listes à puces sont à éviter, des paragraphes rédigés étant largement préférés. Les tableaux sont à réserver à la présentation de données structurées (résultats, etc.).
- Les appels de note de bas de page (petits chiffres en exposant, introduits par l'outil «  Source ») sont à placer entre la fin de phrase et le point final[comme ça].
- Les liens internes (vers d'autres articles de Wikipédia) sont à choisir avec parcimonie. Créez des liens vers des articles approfondissant le sujet. Les termes génériques sans rapport avec le sujet sont à éviter, ainsi que les répétitions de liens vers un même terme.
- Les liens externes sont à placer uniquement dans une section « Liens externes », à la fin de l'article. Ces liens sont à choisir avec parcimonie suivant les règles définies. Si un lien sert de source à l'article, son insertion dans le texte est à faire par les notes de bas de page.
- La présentation des références doit suivre les conventions bibliographiques. Il est recommandé d'utiliser les modèles {{Ouvrage}}, {{Chapitre}}, {{Article}}, {{Lien web}} et/ou {{Bibliographie}}. Le mode d'édition visuel peut mettre en forme automatiquement les références.
- Insérer une infobox (cadre d'informations à droite) n'est pas obligatoire pour parachever la mise en page.

Pour une aide détaillée, merci de consulter Aide:Wikification.
Si vous pensez que ces points ont été résolus, vous pouvez retirer ce bandeau et améliorer la mise en forme d'un autre article.
Vous pouvez aider à l'améliorer ou bien discuter des problèmes sur sa page de discussion.
Nationalisme éthiopien, également appelé éthiopianisme ou éthiopianité (amharique : ኢትዮጵያዊነት, Ityop̣p̣yawinnät), selon ses partisans, affirme que les Éthiopiens constituent une seule nation et promeut l'égalité sociale de tous les groupes ethniques qui le composent. Le peuple éthiopien dans son ensemble, quelle que soit son appartenance ethnique, constitue une entité souveraine en tant que régime politique unique. Le nationalisme éthiopien est un type de nationalisme civique dans la mesure où il est de nature multiethnique et promeut le multiculturalisme,,,.
Les opposants au nationalisme éthiopien, quant à eux, affirment que pendant plus d’un siècle, ce nationalisme a été véhiculé par lequel une élite dirigeante prétendument amhara a mené une politique d’assimilation et consolidé son pouvoir,,,,.

Le drapeau vert, jaune et rouge de l'Éthiopie historique et des Éthiopiens,.

## Histoire

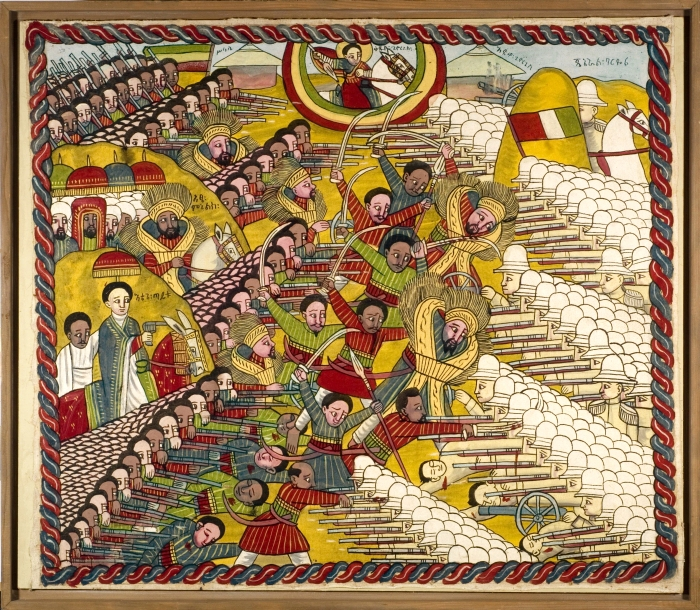
Peinture représentant la bataille d'Adoua de 1896, où les forces éthiopiennes ont remporté la victoire sur les forces d'invasion italiennes. La victoire est considérée comme un exemple de la défense de l'indépendance de l'Éthiopie contre les puissances coloniales européennes et est célébrée chaque année en Éthiopie lors de la Journée de la Victoire d'Adoua.

L'origine du concept de nation éthiopienne formée par les nationalistes éthiopiens a commencé avec le royaume aksoumite au IVe siècle après JC L'Axoum était un État majoritairement chrétien qui, à l'apogée de sa puissance, contrôlait les hauts plateaux abyssins, au nord de l'Ethiopie, de l'Érythrée et les régions côtières de l'Arabie du Sud. Le royaume aksumite fut responsable du développement du mouvement religieux qui devint l'Église orthodoxe éthiopienne Tewahedo. Cependant, l'expansion de l'Islam au VIIème siècle a provoqué le déclin du royaume aksoumite. La plupart des populations des plaines se sont converties à l’islam, tandis que les habitants des montagnes sont restés chrétiens.  Depuis que le peuple aksoumite était divisé entre les montagnards chrétiens et les habitants islamiques des basses terres, les tensions et rivalités religieuses et tribales entre les peuples se sont intensifiées. La société aksumite s'est transformée en une confédération lâche de cités-États qui ont maintenu la langue d'Axoum.
La création de l'Éthiopie moderne a été principalement dirigée par les empereurs Amhara Tewodros II de Gondar et Menelik II de Shewa . Tewodros a gouverné de 1855 à 1868 et a été suivi par Yohannes IV, originaire du Tigré et empereur de 1869 à 1889. Il a réussi à étendre son autorité à l'Érythrée voisine. Yohannes fut suivi par Ménélik, qui gouverna de 1889 à 1913 et repoussa l'invasion italienne de 1896.
L’Éthiopie, contrairement au reste de l’Afrique, n’a jamais été colonisée lors du partage du continent. Le pays a été accepté comme le premier État africain indépendant à la Société des Nations en 1922. L'Éthiopie a été occupée par l'Italie après la Seconde Guerre italo-éthiopienne mais a été libérée par les Alliés pendant la Seconde Guerre mondiale.
Après la Seconde Guerre mondiale, l’Éthiopie annexe l’Érythrée. Cependant, les tensions ethniques atteignent leur paroxysme entre les peuples Amhara et Érythréen, Oromo, Somali et Tigré, chacun d'entre eux ayant formé des mouvements séparatistes voués à quitter l'Éthiopie dominée par l'Amhara. Après le renversement de la monarchie éthiopienne par la junte militaire du Derg, le pays s'aligne sur l'Union soviétique et Cuba après que les États-Unis n'ont pas réussi à le soutenir dans sa lutte militaire contre les séparatistes somaliens dans la région de l'Ogaden. Après la chute du gouvernement PDRE en 1991, l’Érythrée s’est séparée de l’Éthiopie.

## Points de vue

### Promoteurs
Le point de vue adopté par les nationalistes éthiopiens est que le nationalisme civique éthiopien contraste et s'oppose au suprémacisme ethno-nationaliste alimenté par les politiques fédéralistes ethniques introduites par l'EPRDF dans lesquelles les nationalistes éthiopiens affirment que les subdivisions régionales de l'État ont été séparées en fonction de l'appartenance ethnique. par la partition et la dissolution de régions traditionnellement multiethniques provoquant le déplacement interne de personnes par le biais de transferts internes de population,,,,. Cependant, il y a eu une opposition au nationalisme civique éthiopien multiethnique de la part de groupes ethniques nationalistes et séparatistes, comme en témoigne la montée des tensions ethniques entre divers groupes ethniques et partis politiques éthiopiens, notamment parmi les groupes ethniques les plus peuplés du pays, tels que les Amhara., Oromo, Somali et Tigré, dont la plupart comptent des mouvements séparatistes dans leurs rangs,  et le conflit entre l'Éthiopie et divers groupes ethniques qui composent la population érythréenne avec les séparatistes provinciaux érythréens se disputant et obtenant plus tard l'indépendance de l'Érythrée. (qui avaient déjà formé leur propre nationalisme érythréen spécifique à la région et l'identité nationale des Érythréens qui présente de vives similitudes avec celle du nationalisme civique éthiopien en raison de sa nature multiethnique). Au lendemain de la période Shewan Neftenya qui s'est produite, à la suite de l'installation des seigneurs féodaux de Shewa dans les régions du sud, d'autres groupes ethniques se sont assimilés à la culture de la cour royale en adoptant l'amharique. langue, christianisme orthodoxe et autres traits culturels aristocratiques,,,. La culture de la cour royale, influencée par la culture Amhara, a dominé tout au long des périodes de régime militaire et monarchique. La culture paysanne Amhara et la culture de la cour royale de l’Empire éthiopien se sont fortement influencées l’une l’autre ; cette culture de la cour royale éthiopienne (qui a influencé et a été influencée par la culture Amhara) mais est distincte de la culture paysanne traditionnelle Amhara, dominée tout au long des époques de régime monarchique et militaire. La différence entre le peuple Amhara moyen (principalement une classe paysanne) et la classe de haut rang de la cour royale (qui était multiethnique mais parlant couramment l'amharique et chrétienne) est décrite par Siegfried Pausewang, qui a déclaré que : « le terme Amhara se rapporte à l'époque contemporaine. L'Éthiopie est divisée en deux groupes sociaux différents et distincts. Le groupe ethnique des Amhara, principalement une population paysanne, est différent d'un groupe mixte de citadins issus de différentes origines ethniques, qui ont adopté l'amharique comme langue commune et s'identifient comme Éthiopiens.
En raison de la langue et de certaines similitudes culturelles, la classe dirigeante multiethnique des époques monarchique et militaire a été décrite à tort comme une classe dirigeante Amhara, en plus de l'existence parfois débattue d'un groupe distinct appelé le peuple Amhara au cours des périodes, en question,,,. Les termes devenant interchangeables.

### Opposants
Les opposants au nationalisme éthiopien affirment qu'il s'agit d'une idéologie politique centrée sur l'unification de l'identité éthiopienne par le biais d'une assimilation coercitive à la culture amhara et tigréenne et d'une domination chrétienne (principalement orthodoxe). Les critiques affirment que l’idéologie a été promulguée tout au long de l’histoire, de l’Empire éthiopien jusqu’à la période du Derg,. Pendant plus d’un siècle, une élite dirigeante urbaine assimilée d'Amhara a utilisé cette idéologie pour poursuivre une politique d’assimilation et consolider son pouvoir. Ils considèrent que le conflit a commencé entre l'Abyssinie, gouvernée en grande partie par les groupes ethniques Amhara, Tigréen, Agew et Oromo du nord, et divers groupes ethniques assujettis tels que les Oromo du sud, les Sidama et les Somali, entre autres. En 1991, l’Érythrée a obtenu son indépendance de facto lorsque le Derg s’est effondré et que le TPLF a pris le pouvoir et a créé un État fédéral ethnique. La langue et la culture Amhara ont dominé tout au long des époques de régime militaire et monarchique. Les gouvernements Haile Selassie et le Derg qui l'a suivit on eur la même volonté de transférer de nombreux Amhara dans le sud de l'Éthiopie, y compris dans l'actuelle région d'Oromia, où ils ont servi dans l'administration gouvernementale, les tribunaux, l'église et même dans les écoles, où les textes oromo ont été éliminés et remplacés par des textes nationaux amhariques. À la suite de cette assimilation, des tensions ethniques ont éclaté contre le système Neftenya où les peuples Oromo, Somali et même Tigré, chacun ayant formé des mouvements séparatistes tels que l'OLF, le TPLF, l'ELF et l'ONLF, ont lutté pour quitter l'Empire éthiopien, ce qui a conduit à la guerre civile éthiopienne.
Les Tigréens font historiquement partie intégrante du noyau de l'identité éthiopienne, aux côtés des Amhara et des Agew, et parlent l'amharique aux côtés de leurs Tigrinya et Agew natifs. Ils suivent la même foi orthodoxe éthiopienne. Le nationalisme tigréen est né d'un conflit avec le régime d'Haile Selassie sur certains aspects de l'autonomie, et non sur l'appartenance ethnique. Les Tigréens ont toujours été des nationalistes éthiopiens et sont ethniquement, culturellement et (pour la plupart) idéologiquement apparentés aux Amhara. Historiquement, la région du Tigré n’a jamais rencontré d’opposition au nationalisme éthiopien, et sous le règne de l’empereur Yohannès, cette région était le siège administratif de l’empire éthiopien en expansion. Le nationalisme ethnique oromo, lui, est plus complexe, a des griefs historiques plus profonds et découle d'une culture, d'une religion et d'une langue plus distinctement différentes de celles de l'élite chrétienne et sémitique. Les nationalistes régionaux oromiens et civiques éthiopiens ont des discours contradictoires sur le statut d'Addis-Abeba. Les nationalistes ethniques oromo affirment qu'Addis-Abeba devrait être cédée à la région d'Oromia et/ou dirigée par le peuple oromo, tandis que les nationalistes civiques éthiopiens estiment qu'elle devrait rester une ville administrée de manière indépendante avec un leadership ouvert à tous, quelle que soit l'origine ethnique de la composante. Les élites éthiopiennes d’avant 1992 percevaient généralement la forte identité et les langues oromo comme des obstacles à l’expansion de l’identité nationale éthiopienne.
Originaire de l'ancien D'mt, et atteignant sa puissance pendant l'Empire Aksumite - qui fut le premier royaume pour sa civilisation unifiée et son intégration sociale à adopter le nom « Éthiopie » sous le règne du roi Ezana, au 4ème siècle après J-C ,,. À partir de 1855, l’élite dirigeante multiethnique chrétienne orthodoxe, parlant amharique, a utilisé l’éthiopianisme pour poursuivre une politique d’assimilation et consolider le pouvoir. De plus, la notion d'intégrité éthiopienne a été renforcée par la bataille d'Adoua, l'événement unificateur le plus important au cours duquel l'Éthiopie a défié la colonisation européenne en battant l'Italie le 2 mars 1896.

### Impact
La deuxième guerre italo-éthiopienne et l'occupation italienne de l'Éthiopie qui s'ensuivirent entrainèrent une crise collective que les habitants de tous les groupes ethniques ont vécue en Éthiopie. Les Italiens ont pratiqué une politique de division pour régner, créant des États ethniques-régionaux et une nouvelle région du Shoan, à partir de laquelle ils ont administré le pays pendant 5 ans. Les Italiens ont fait face à une résistance farouche pendant toute cette période et à une reconnaissance internationale seulement partielle. L’empereur Haïlé Sélassié n’a jamais signé de traité de paix reconnaissant la domination italienne. Après leur défaite en 1941, une période de crise et de révoltes suivit le retour au pouvoir de l'empereur. Certains de ces conflits donneraient lieu à des factions ethniques, puis à une tendance plus intellectuelle exprimée par un mouvement étudiant. À la suite de l'abolition de la monarchie par la junte militaire Derg en 1974, l'Éthiopie a connu plusieurs conflits et guerres civiles, dont certains persistent encore aujourd'hui. La chute du Derg le 28 mai 1991 par le Front démocratique révolutionnaire du peuple éthiopien (EPRDF) et ses politiques ethniques nationalistes ont donné lieu à la création de nouvelles subdivisions régionales importantes basées sur la langue et l'appartenance ethnique. Cela était nécessaire pour que le TPLF convainque les autres fronts de libération (OLF, WSLF, ALF et ONLF) de rester en Éthiopie - au lieu de tous se séparer comme l'Érythrée l'a fait (l'EPLF était le seul front doté de la puissance militaire à le faire unilatéralement). ). Bien que ce compromis ait sauvé de la désintégration le système politique éthiopien, désormais enclavé, il constitue une force qui continue de contrecarrer l’unité éthiopienne.

## Un héritage de l'indépendance
En mars 1896, une bataille définitive a lieu entre les forces de l'Italie coloniale et celles de l'Empire éthiopien dans une ville du nord de l'Éthiopie appelée Adoua. La bataille fut courte mais extrêmement violente, faisant des dizaines de milliers de morts. À l’époque, l’empereur Ménélik  mobilise et enrôle le peuple éthiopien, sans distinction de classe sociale et d'appartenance ethnique. La campagne de mobilisation a conduit des millions de citoyens éthiopiens à marcher de leurs villes, villages et cités vers les Hautes Terres du Nord pour la préservation de leur nation. La bataille se termine par une victoire décisive pour l’Éthiopie, donnant au pays symbole fort d’indépendance face à l’agression européenne.
La bataille d'Adoua peut être vue fondement de l'idéologie nationaliste éthiopienne. Pour de nombreux Éthiopiens, la menace d’une invasion étrangère est ainsi devenu le cri de ralliement des sacrifices patriotiques et nationalistes. Au moment de la bataille d’Adoua, presque toute l’Afrique était dominée par les forces européennes. L’indépendance éthiopienne a brisé le moule de la supériorité européenne et a fourni une lueur d’espoir aux nations et aux peuples africains et noirs du monde entier. Pour de nombreux Éthiopiens, ce moment représente un moment de transition, au cours duquel la nation a pris conscience de sa doctrine téléologique. Alors que la première guerre contre l’Italie était une guerre d’unification, l’invasion de Benito Mussolini en 1934 a été extrêmement source de division. En observant la nation éthiopienne, Charles McClellan soutient que la guerre italo-abyssinienne de 1934 était en fait « autant une guerre civile qu'une guerre contre une agression étrangère ». Il soutient également que les différences politiques et factionnelles apparues en Éthiopie avant la guerre n'ont pas été résolues par l'invasion italienne mais ont plutôt été amplifiées. Selon ces auteurs, cela a conduit à une ère de factionnalisme amer qui allait « définir la dynamique de la politique éthiopienne d’après-guerre ».

## L'ère du fédéralisme ethnique

Le drapeau du Lion de Juda, représentation symbolique de l'Empire éthiopien sous l'administration d'Hailé Sélassié.

En 1991, le TPLF prend le contrôle presque total du gouvernement national, tirant parti de son pouvoir pour concentrer la richesse et le développement dans la région du Tigré. Le régime qualifié d'hégémonique des Tigréens en Éthiopie était à bien des égards une réaction à la prédominance des Amharas dans les médias et la gouvernance. Le régime hégémonique de quelques groupes ethniques ou, dans certains cas, d’un seul groupe ethnique, a marginalisé de nombreux groupes en Éthiopie et conduisant ainsi à un cycle de violence et de représailles. Au début des années 1990, le TPLF pense que grâce à un système d’État fédéraliste ethnique, dans lequel les régions étaient attribuées et divisées selon la population ethnique, il est en mesure de : 

« reduc[e] the inter-ethnic conflict that has divided Ethiopian society for centuries; promot[e] equitable material conditions in all areas of the country; and improv[e] the efficiency and effectiveness of public sector performance at the field level.
They argued they could use political and administrative devolution to promote these objectives without threatening other important objectives, such as economic growth and political stability. »

Même si ces régions n'ont pas bénéficié d'un « contrôle infranational étendu sur les politiques techniques, les lois, les réglementations et les impôts », leur création a conféré de la crédibilité aux différents mouvements indépendantistes et nationalistes ethniques à travers le pays. Pour les nationalistes éthiopiens, cette crédibilité a enhardi différents groupes, leur donnant plus de cohésion, tout en rongeant l’unité nationale et les notions de panéthiopisme. L’autonomie accrue de ces groupes, contrastée avec la répression accrue de la part des élites du Tigré, a créé une situation dans laquelle la classe dirigeante donnait à la fois du pouvoir aux groupes grâce à une plus grande cohésion ethnique, mais étouffait de manière transparente leur volonté politique. Comme l’ont montré les élections de 2005, le recours à la répression violente par le TPLF pour mater les détracteurs de la coalition au pouvoir n’a eu pour effet que de radicaliser les partis ethniques et d’accroître les divisions ethniques.
De nombreux nationalistes éthiopiens considèrent le système de fédéralisme ethnique comme ayant fait de la gouvernance en Éthiopie un jeu à somme nulle. Cela se caractérisant par une idée largment admise comme quoi, gagner le pouvoir en Éthiopie, c’est refuser à tout autre groupe ethnique un pouvoir significatif. En excluant les notions d’éthiopianisme ou d’identité nationale éthiopienne multiethnique du dialogue politique national, le TPLF a accru les fractures ethniques et créé un système centré sur l’appartenance ethnique, dépourvu d’idéologie politique. En 2015, après le dévoilement d'un plan directeur visant à étendre les frontières de la capitale éthiopienne Addis-Abeba à l'Oromia en 2014, des milliers de membres du Mouvement de libération de la jeunesse oromo sont descendus dans la rue pour exiger une représentation politique accrue et la fin du plan directeur parrainé par le TPLF, et les voies de dissidence. Bien que le parti au pouvoir ait tenté d’atténuer ces protestations en recourant à la force physique, les protestations n’ont fait que s’intensifier. Les Amharas « irrités par la demande non satisfaite de reprendre le contrôle de certaines de leurs terres » ont lancé des manifestations composées principalement d'Oromos et d'Amharas (mais aussi d'autres Éthiopiens) exigeant une représentation politique proportionnelle. Après un état d'urgence de 10 mois imposé par le TPLF, qui voit l'abdication du Premier ministre Hailemariam Desalegn et d'Abiy Amhed, a été choisi par la coalition au pouvoir de l'EPDRF comme prochain Premier ministre en raison de son ascendance ethnique mixte Oromo-Amhara avec une préférence. pour son identité Oromo. Depuis qu'Abiy a pris le pouvoir, il a entrepris des réformes majeures permettant le retour des dissidents politiques, la libération de certains prisonniers politiques et la libéralisation de l'économie. Bien que sa volonté de réformer et de démocratiser la nation lui ait valu un soutien dans tout le pays, il n'a toujours pas abordé les questions fondamentales du système fédéraliste ethnique, qui, de l'avis des pan-éthiopiens, est à l'origine des politiques et des tensions ethno-nationalistes. Les nationalistes éthiopiens estiment qu’il faut mettre fin au fédéralisme ethnique pour faire passer la politique éthiopienne du clientélisme ethnique à un aspect politique et idéologique classique. La fin de cela devant nécessairement passée par une cohésion nationale et une loyauté sectaire brutale et, à travers l’affaiblissement de la cohésion ethnique, instaurer une ère d’unité et de prospérité.
Abiy et le Parti de la prospérité sont considérés comme partisans du nationalisme civique éthiopien en raison de la fusion du Parti démocratique Oromo avec le Parti démocratique Amhara, basé sur l'ethnie, l'Organisation démocratique du peuple Argoba, le Front d'unité démocratique du peuple Benishangul-Gumuz et le Parti démocratique du peuple somalien éthiopien., le Mouvement démocratique populaire Gambela, le Parti national démocratique Afar, la Ligue nationale Hareri et les partis politiques du Mouvement démocratique populaire du sud de l'Éthiopie dans le nouveau Parti de la prospérité volontiers multiethnique, éloignant ainsi ces partis prédécesseurs de leur passé ethnique nationaliste et fédéraliste pro-ethnique pour les diriger vers un parti qui promeut l’identité nationale éthiopienne et un fédéralisme non ethnique. Tous ces objectifs sont considérés par les opposants comme des mesures visant à retirer aux différents groupes ethniques les pouvoirs politiques fondés sur les droits collectifs.
Les partisans de la fusion y voient un moyen d'éloigner la politique et l'administration gouvernementale éthiopiennes des politiques identitaires basées sur l'appartenance ethnique, en soutenant les droits individuels de chaque personne. Cette perspective atténue plus intensément la montée du nationalisme ethnique, favorise ainsi l'unité et la solidarité nationales et crée un processus démocratique inclusif impliquant des partis politiques de plusieurs groupes ethniques et régions qui étaient autrefois jugés trop inférieurs par le régime du Front démocratique révolutionnaire du peuple éthiopien dirigé par le Front populaire de libération du Tigré. À terme, les partisans espèrent voir la transition vers un gouvernement de coalition dominé par un parti unique ou participer pleinement à la démocratie révolutionnaire en raison de leur mode de vie largement pastoral,,,,.